# Güstrower Dom

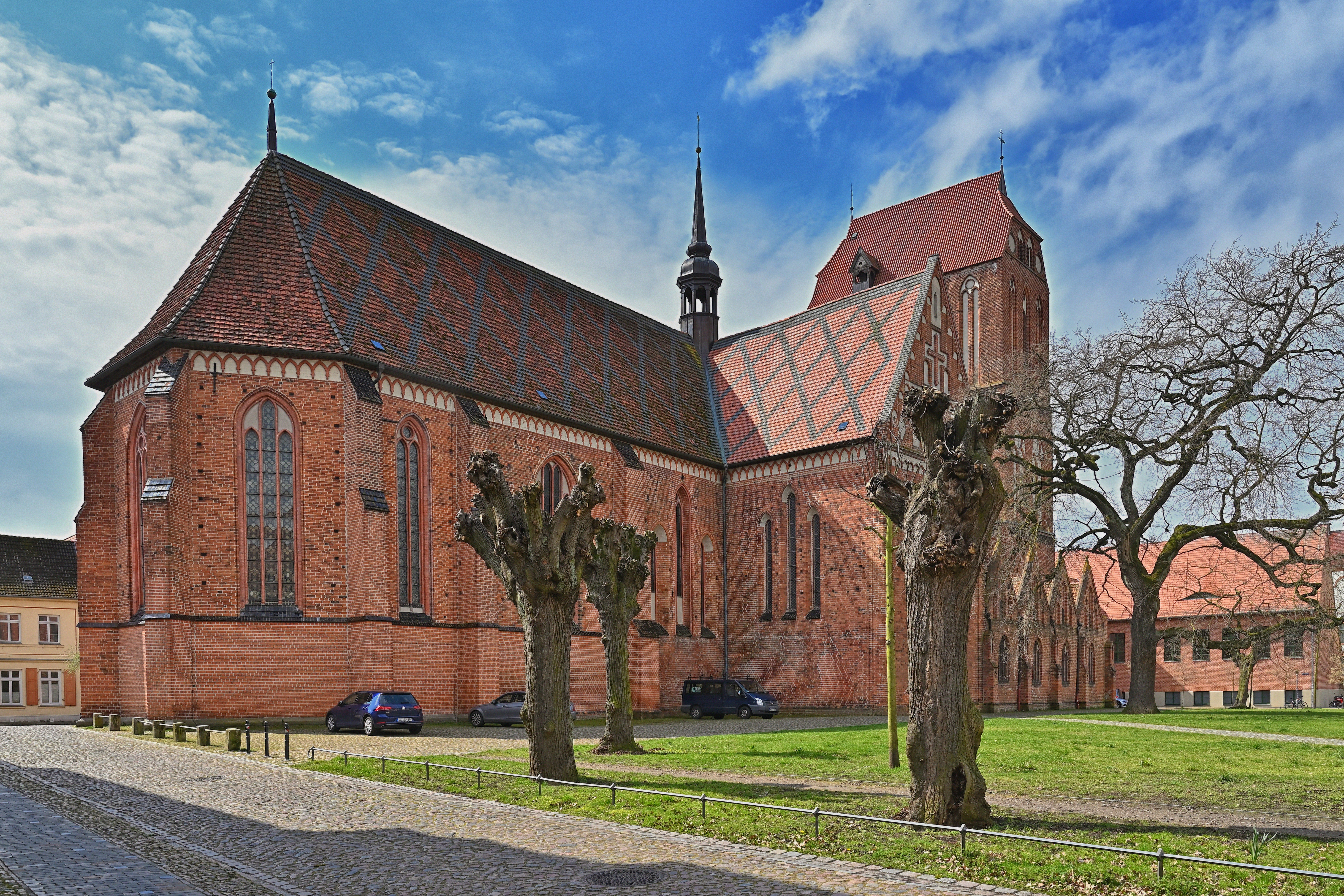
Güstrower Dom (2023)

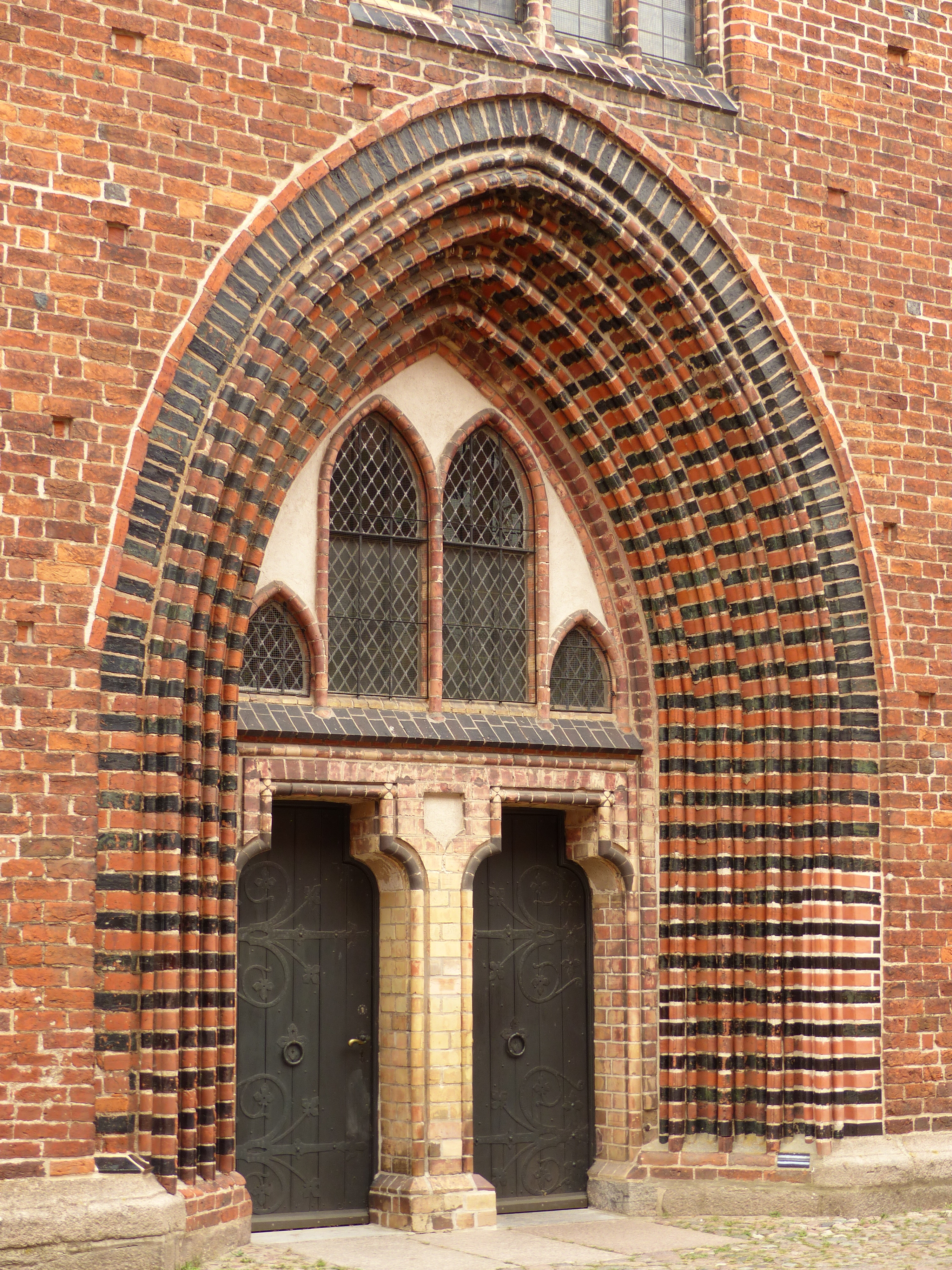
Westportal, im 19. Jh. verändert (2019)

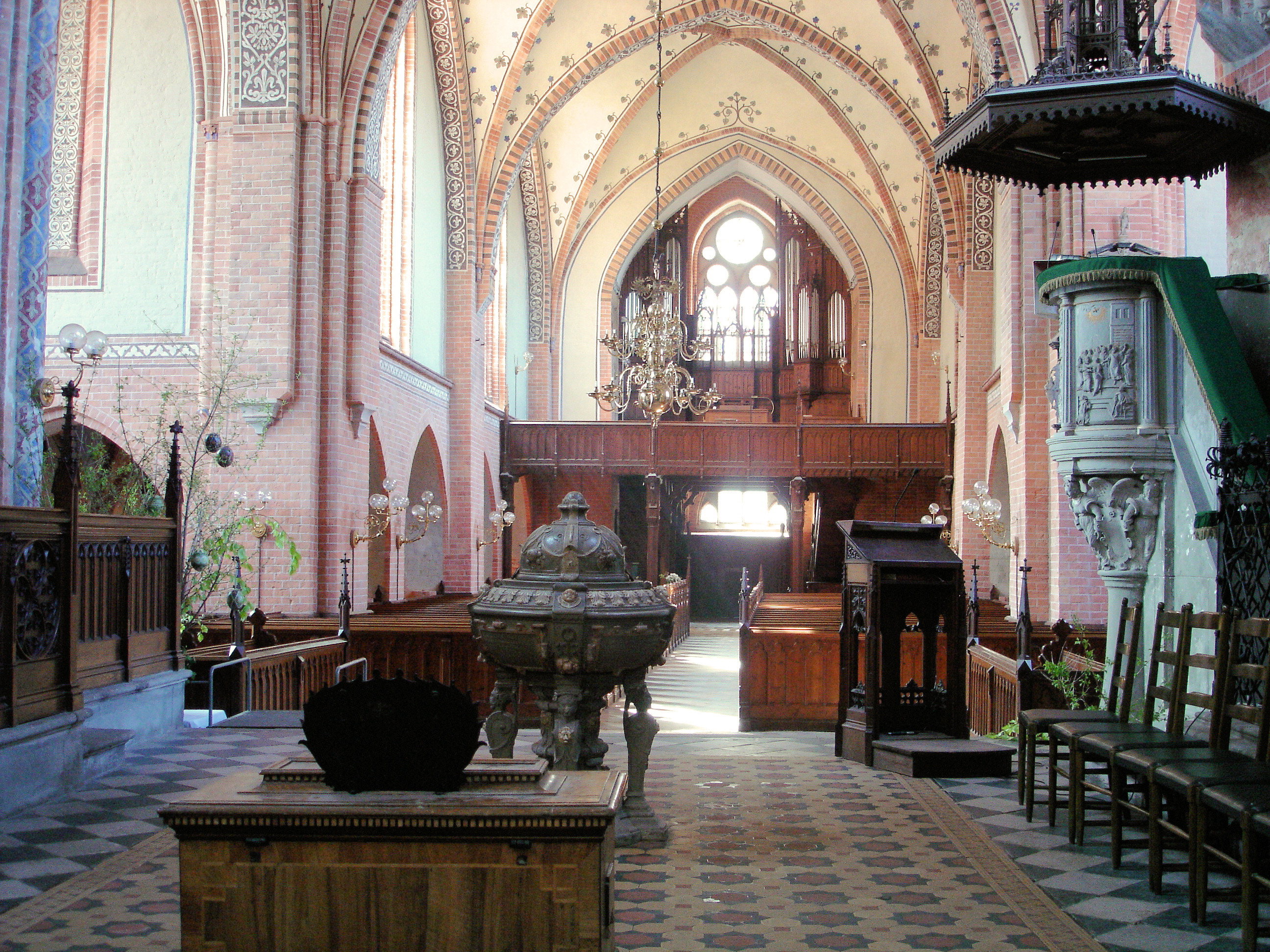
Langhaus vom Chor aus (2009)

Der Dom St. Maria, St. Johannes Evangelista und St. Cäcilia steht in der mecklenburgischen Stadt Güstrow im Landkreis Rostock und ist die Kirche der Evangelisch-lutherischen Domgemeinde in der Propstei Rostock im Kirchenkreis Mecklenburg der Evangelisch-Lutherischen Kirche in Norddeutschland (Nordkirche). Er wurde in der ersten Hälfte des 13. Jahrhunderts ursprünglich als Kollegiatstiftskirche erbaut.
Der Dom ist eine Basilika, die typisch ist für die Norddeutsche Backsteingotik. Der schief angesetzte lange Chorraum mag auf westfälische Vorbilder hinweisen. Der querrechteckige Westturm ist breiter als das Mittelschiff, hat keine Strebepfeiler und ist 44 m hoch. Die Kirche beherbergt die Skulptur Der Schwebende (1927) von Ernst Barlach.

## Baugeschichte

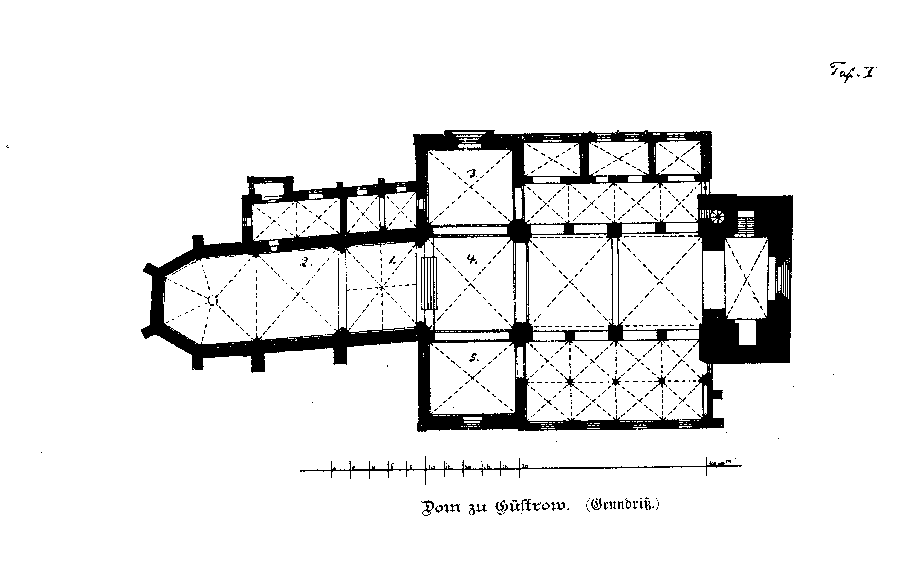
Grundriss (1891)

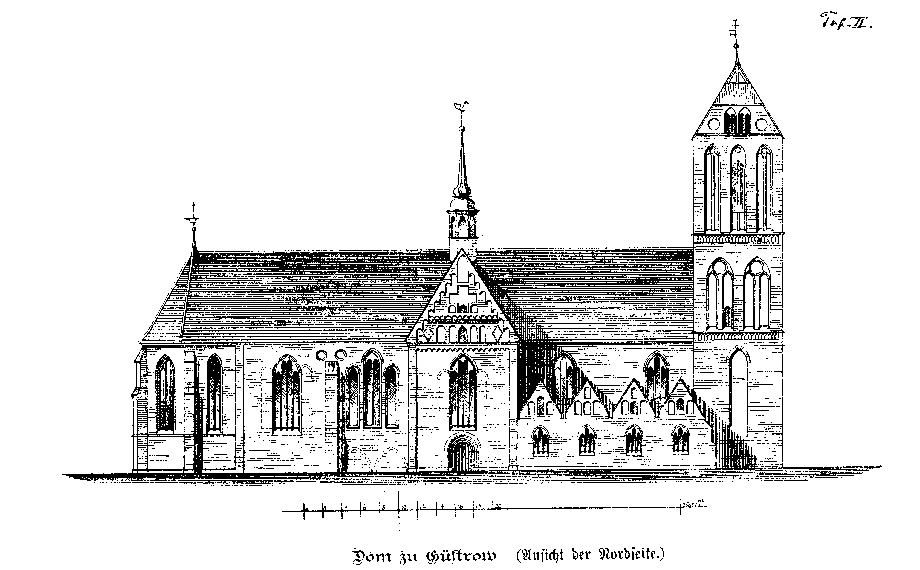
Ansicht von der Nordseite (1891)

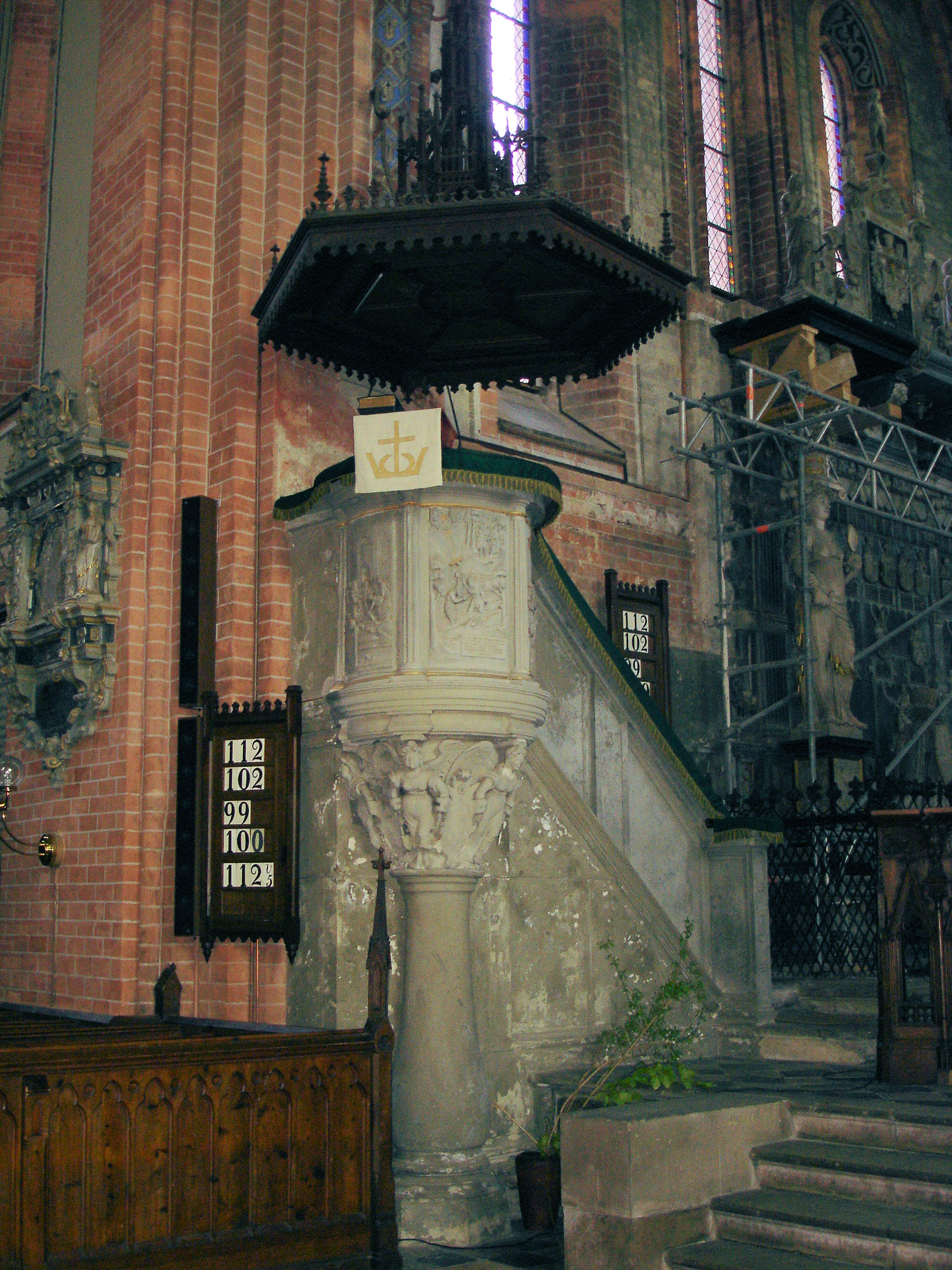
Die Domkanzel (2009)

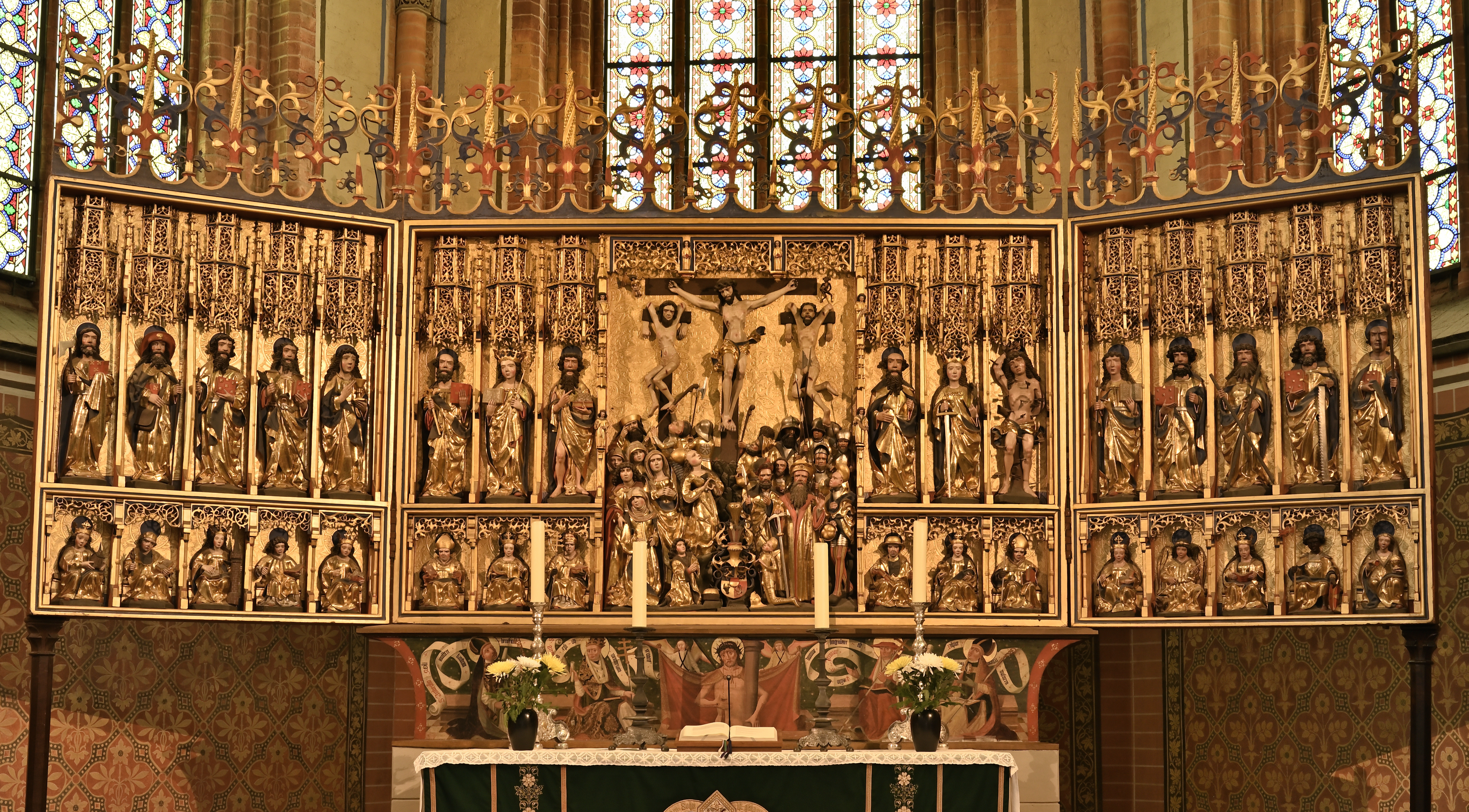
Der Altar von Hinrik Bornemann

Der mecklenburgische Fürst Heinrich Borwin II. gründete am 3. Juni 1226 das Kollegiatstift zu Güstrow. Er starb aber schon am 5. Dezember 1226. Sein Vater Heinrich Borwin I., der die reichen Schenkungen seines Sohnes bestätigte, starb wenig später am 28. Januar 1227, so dass der Kirchenbau erst von seinem Nachfolger Nikolaus von Werle begonnen wurde. Er wurde der Heiligen Cäcilia geweiht, die auch die Schutzheilige des Domes zu Hildesheim ist. Das Kollegiatstift zu Güstrow war eine zum Bistum Cammin gehörige Stiftung, stand aber durch die Grafen von Schwerin als Schutzmacht der Bischöfe von Schwerin in enger Beziehung zu Hildesheim. Ein Sohn des Schweriner Grafen Gunzelin I. war von 1220 bis 1237 Dompropst zu Hildesheim.
Als erster Teil des Bauwerks wurden im dritten Viertel des 13. Jahrhunderts die beiden rechteckigen Chorjoche errichtet. Das älteste Gewölbe ist das Domikalgewölbe im westlichen Chorjoch. Die acht Rippen sind schon deutlich schlanker als bei den etwa 30 Jahre älteren frühgotischen Domikalgewölben in Bremen (Liebfrauenkirche und Südschiff des Doms). Das Langhaus mit seinen Kreuzrippengewölben wurde nach dendrochronologischen Daten 1292 vollendet. Im frühen 14. Jahrhundert wurde der Chor um seinen polygonalen Abschluss erweitert und 1335 erneut geweiht, möglicherweise 1335 durch den Camminer Weihbischof Cono. Der Westturm wurde 1420 fertiggestellt. Die beiden Kapellenreihen wurden nacheinander im 14. Jahrhundert fertiggestellt. Die jüngste Kapelle an der Nordseite wurde 1388 und die jüngste Kapelle an der Südseite 1394 gestiftet.
Das Kollegiatstift wurde durch die Reformation im Jahr 1552 aufgehoben. Die Kirche stand daraufhin ungenutzt leer und verfiel. Herzogin Elisabeth, die Frau von Ulrich und Tochter des dänischen Königs Friedrich II. nahm sich ihrer im Jahr 1565 an, ließ sie zwei Jahre lang restaurieren und zu einem protestantischen Gotteshaus umbauen. Die erste protestantische Predigt fand 1568 in der restaurierten Kirche statt.
Auch Herzog Ulrich selbst begann die Kirche mit Denkmälern auszustatten. Die wichtigsten waren das große Epitaph des Fürsten Heinrich Borwin II., des Kirchengründers, dessen Sarkophag, Kanzel und Taufstein. Er ließ sich und seinen beiden Gemahlinnen ebenfalls Epitaphien errichten.
1866 wurde eine Restaurierung der einsturzgefährdeten Wände und Gewölbe im Altarbereich vorgenommen.

## Ausstattung

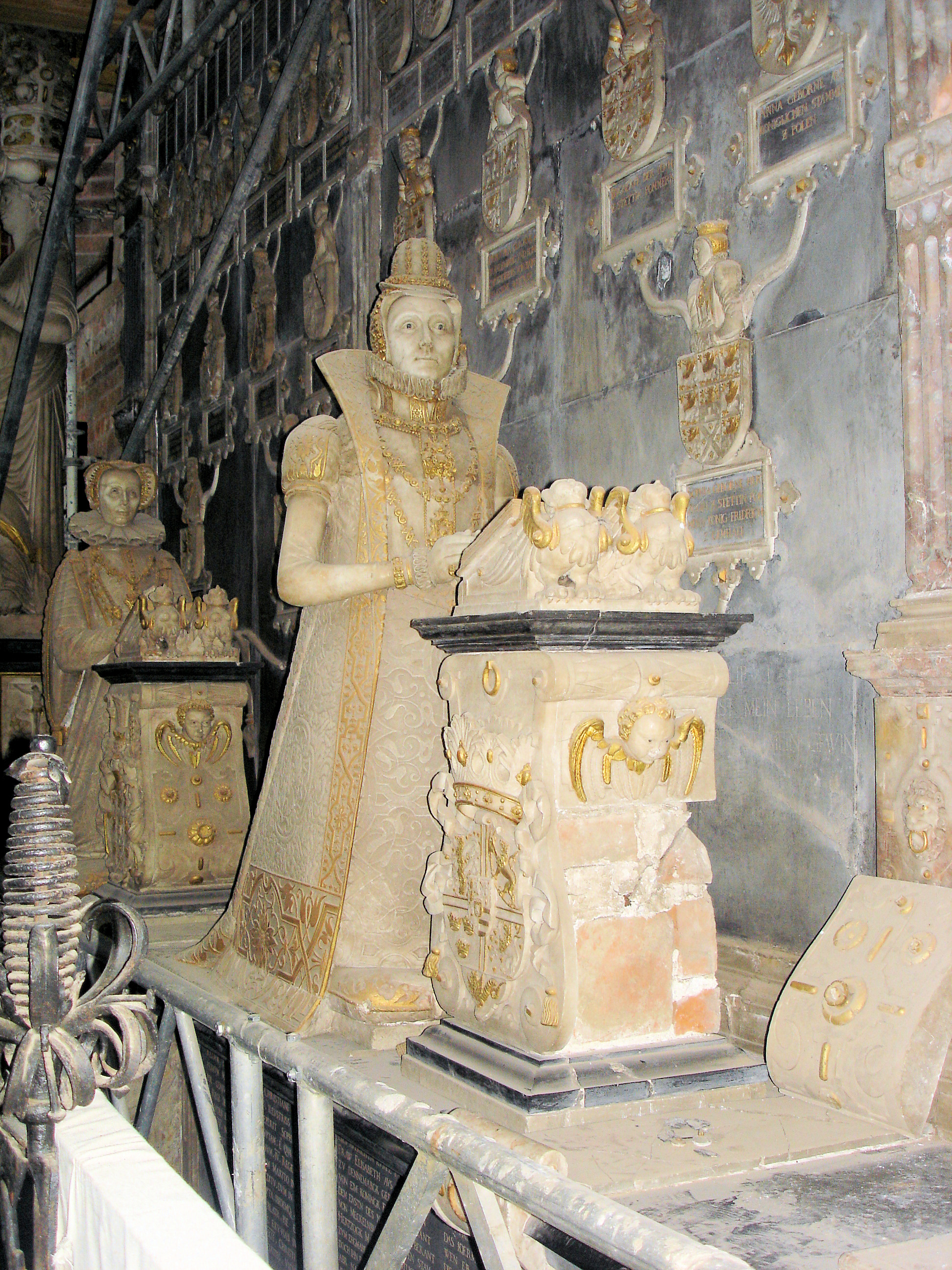
Elisabeth von Dänemark (vorn) und Anna von Pommern (hinten), Wandgrab im Dom zu Güstrow (Zustand 2009, vor der Restaurierung)

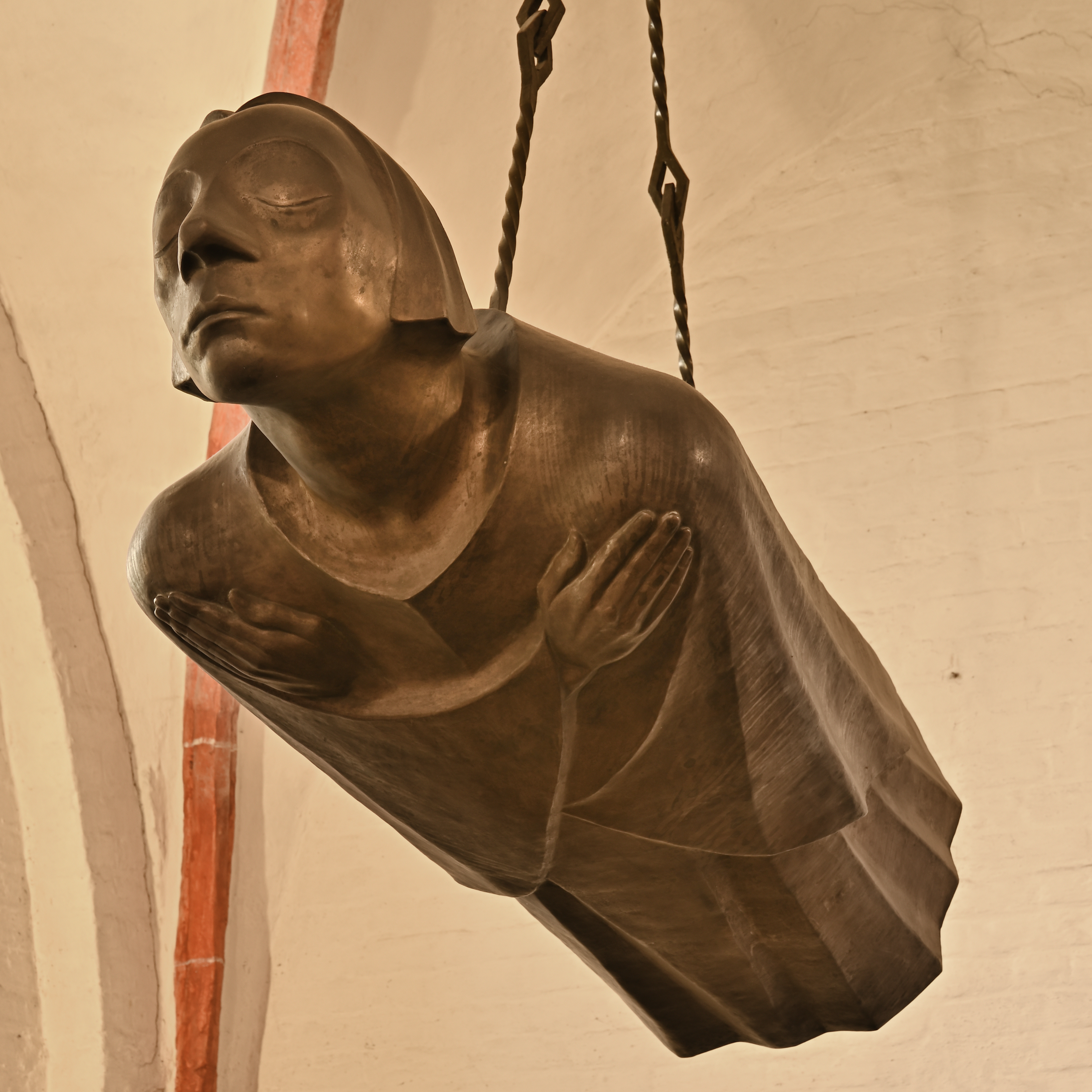
Der Schwebende, Mahnmal für die Toten des Ersten Weltkriegs von Ernst Barlach, 1927, Gesicht ein Abbild von Käthe Kollwitz

Sehenswert ist die Ausstattung des 15. und 16. Jahrhunderts mit den Güstrower Aposteln von Claus Berg und dem Flügelaltar aus dem Umkreis von Hinrik Bornemann.
Herzog Ulrich von Mecklenburg, der im nahegelegenen Güstrower Schloss residierte, ließ die Kirche zur dynastischen Grablege einrichten. 1574 wurde in der Chormitte ein posthumes Grabmal für den 1226 verstorbenen Fürsten Heinrich Borwin II. errichtet. Das Herzog-Ulrich-Monument und das Epitaph für seine erste Ehefrau Elisabeth von Dänemark († 1586) mit dem monumentalen Stammbaum des Hauses Mecklenburg wurden 1584–1587 durch Philipp Brandin angefertigt und 1599 für die zweite Gemahlin Anna von Pommern erweitert, vollendet von Claus Midow und Bernd Berninger. Sie gehören zu den herausragenden Zeugnissen höfischer Kunst der Renaissance in Deutschland.
Herausragend ist auch Der Schwebende. Die Skulptur von Ernst Barlach wurde 1927 als Güstrower Ehrenmal für die im Ersten Weltkrieg Gefallenen der Stadt geschaffen. Das Original wurde am 23. August 1937 als sogenannte „Entartete Kunst“ aus dem Dom entfernt, nach Schwerin gebracht und 1941 im Rahmen der Metallspende des deutschen Volkes eingeschmolzen. 1952 konnte ein Nachguss für den Dom angefertigt werden, der nach zahlreichen Probehängungen am 8. März 1953 im westlichen Joch des Südschiffes aufgehängt wurde. 1985 wurde er an den ursprünglich vorgesehenen Platz im östlichen Joch des Nordschiffes mit Blickrichtung nach Westen umgehängt.

### Hauptaltar
Hauptaltar ist ein spätgotischer Wandelaltar von 1495 mit einem Hauptschrein, zwei beweglichen Außen- und zwei beweglichen Innenflügeln (Pentaptychon), die einen Wechsel zwischen drei verschiedenen Schauseiten ermöglichen, einer Werktagsseite, einer Passionsseite und einer Festtagsseite. Der Künstler stammt wohl aus Kreis um den Hamburger Bildschnitzer Hinrik Bornemann.

#### Die Werktagsseite, Schauseite mit geschlossenen Flügeln
Vier Gemäldetafeln stellen Maria mit Kind, Johannes Evangelist, Cäcilia und Katharina dar, neben der Heiligen Katharina die drei Heiligen, denen der Dom geweiht ist.

#### Die Passionsseite, Schauseite mit geöffneten Außenflügeln
Während der Passionszeit werden die Außenflügel geöffnet. Die Schauseite enthält in zwei Reihen je acht Tafelbilder, die Stationen im Leben Jesu vom Letzten Abendmahl bis zur Aussendung des Heiligen Geistes zeigen mit Schwerpunkt auf Jesu Leidensweg.
Obere Reihe: Letztes Abendmahl, Christus am Ölberg, Gefangennahme Jesu, Jesus vor dem Hohenpriester, Verspottung Jesu, Geißelung, Dornenkrönung, Jesus vor Pontius Pilatus
Untere Reihe: Kreuztragung, Kreuzigung Jesu, Kreuzabnahme, Grablegung, Auferstehung, Jesu Erscheinung vor den Aposteln, Christi Himmelfahrt, Ausgießung des Heiligen Geistes

#### Die Festtagsseite, Schauseite mit geöffneten Innenflügeln

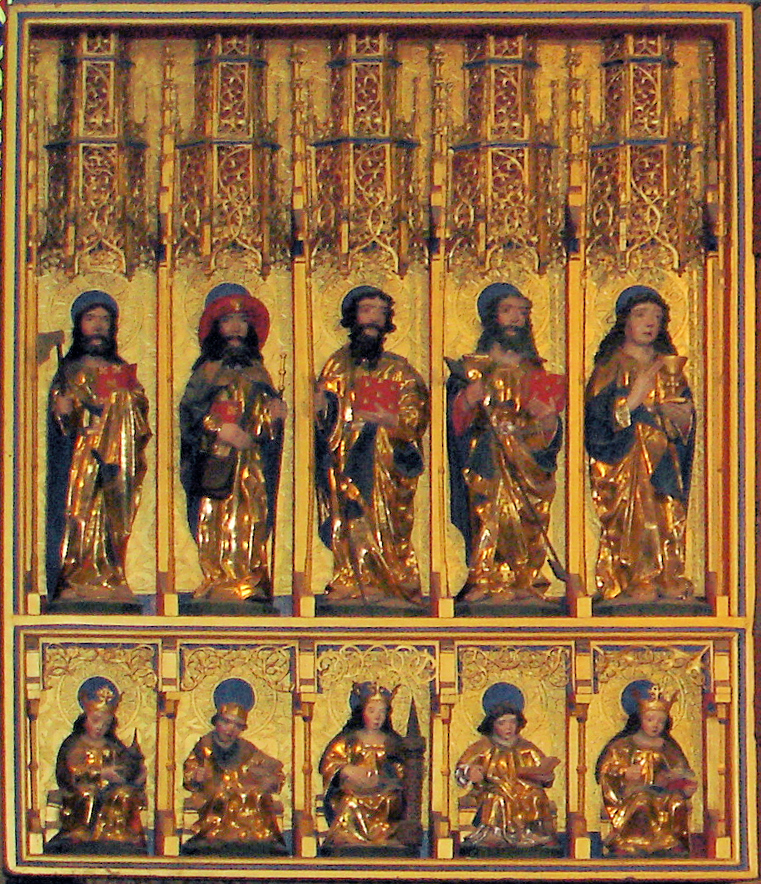
Linker Flügel
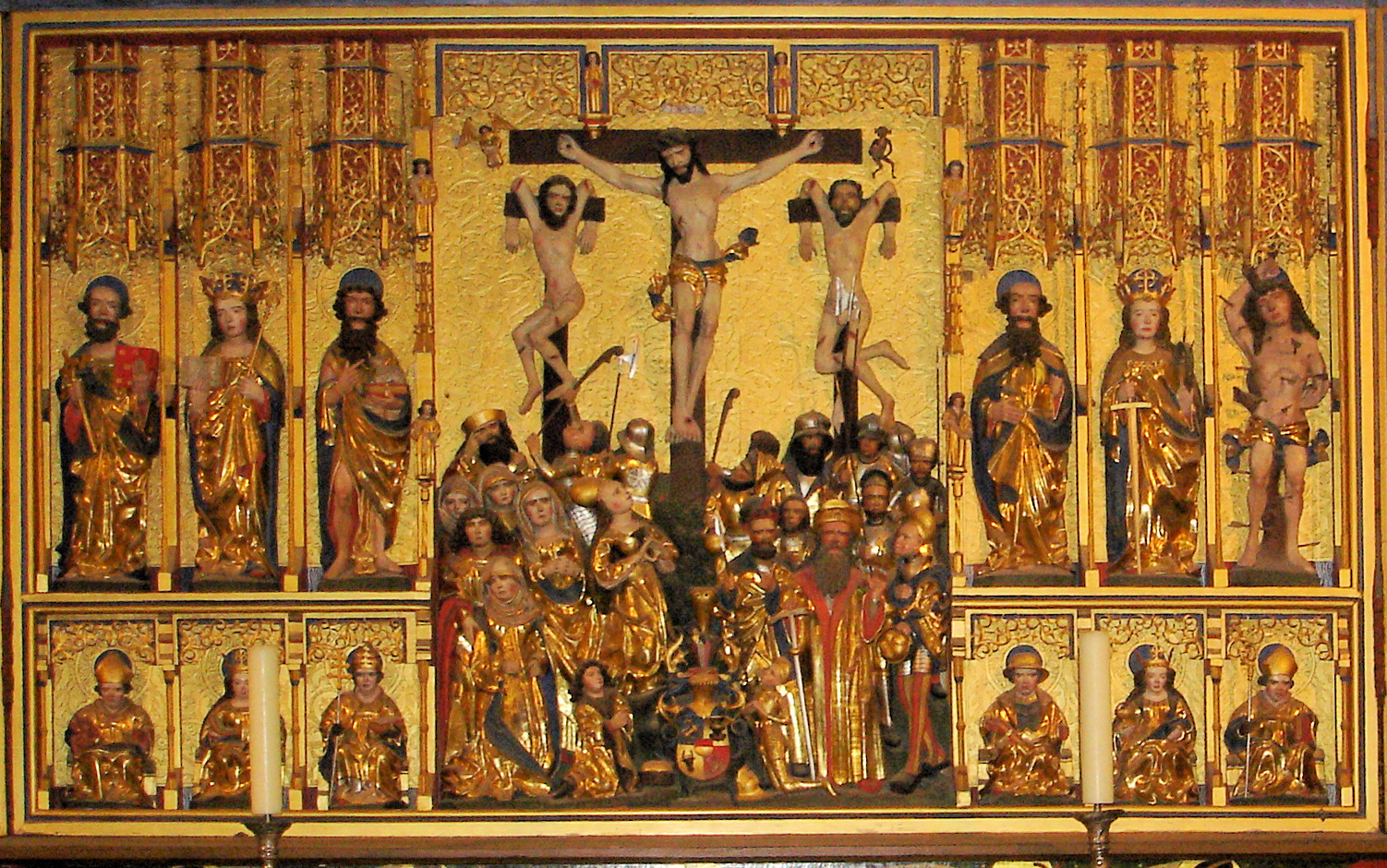
Mittelschrein
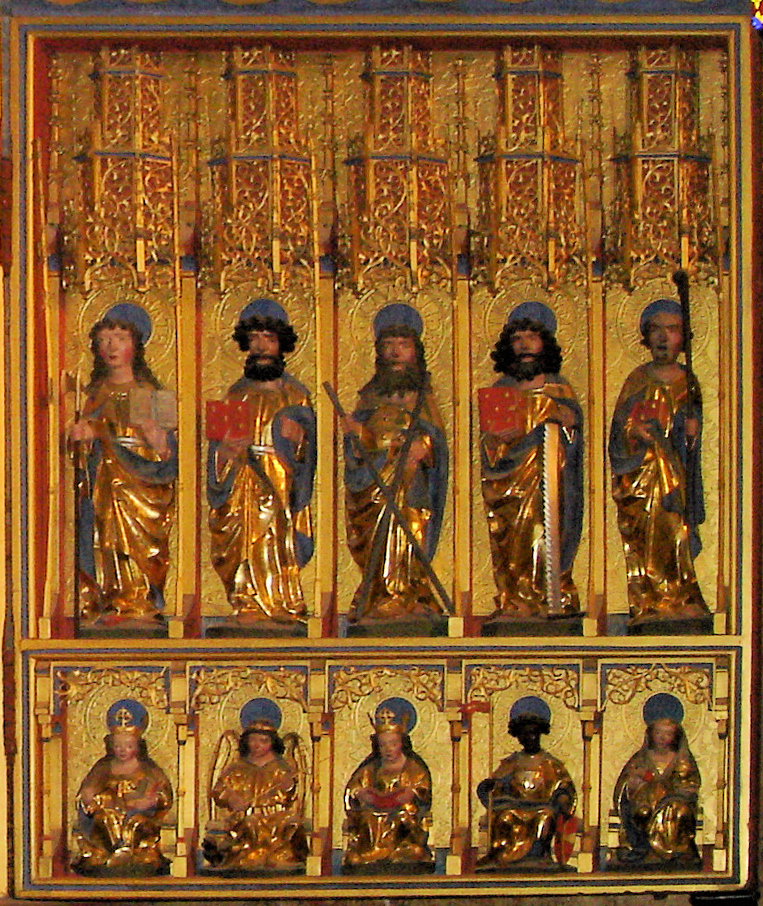
Rechter Flügel

Bei geöffneten Innenflügeln wird der Mittelschrein sichtbar und es zeigt sich die Festtagsansicht. Schrein und Flügel sind mit bemalten, vergoldeten Skulpturen versehen. Das Mittelstück stellt die Kreuzigung Jesu und der beiden Schächer in einer figurenreichen Gruppe dar. Ein Engel und ein Teufel holen die Seelen der beiden Schächer. Vor der Kreuzigungsgruppe knien zwei kleine betende Figuren – die Stifter des Altars, die Herzöge Magnus II. († 1503) und Balthasar († 1507). Zwischen beiden befindet sich das herzogliche Wappen, ein quadrierter Schild mit Herzschild in Gestalt eines Vollwappens. Die beiden Stifter sind noch ein zweites Mal dargestellt, links und rechts außen in der Gruppe derer, die unter dem Kreuz stehen. Sie sind leicht identifizierbar, wenn man beim linken auf Gesichtsform und Haartracht, beim rechten auf Gesicht und Kopfbedeckung achtet. In der gotischen Umrahmung der Kreuzigungsszene sind sechs kleine Figuren von Propheten angebracht.
Der Schrein links und rechts neben der Kreuzigung und die Flügel sind in zwei Abteilungen unterschiedlicher Höhe geteilt. In der oberen Abteilung werden unter anderen die zwölf Apostel als große, stehende Figuren gezeigt. Die untere Abteilung, ungefähr halb so groß wie die obere, enthält kleine, sitzende Figuren acht männlicher und acht weiblicher Heiliger. Zu den männlichen zählen die vier lateinischen Kirchenväter. Die Reihenfolge verläuft von links nach rechts:
Obere Reihe: Matthias, Jakobus der Ältere, Thomas, Jakobus der Jüngere, Johannes, Petrus, Cäcilia, Johannes der Täufer, Paulus, Katharina, Sebastian, Matthäus, Bartholomäus, Andreas, Simon, Thaddäus.
Untere Reihe: Gertrud, Brandanus, Barbara, Laurentius, Agnes, Ambrosius, Margareta, Gregor der Große, Hieronymus, Dorothea, Augustinus, Apollonia, Michael, Agatha, Mauritius, Maria Magdalena.
Die Figuren stehen unter einem reichen, durchbrochenen Baldachin, sind gut gezeichnet und geschnitzt. Auf dem Goldgrund steht im Heiligenschein jedes Heiligen dessen Name.

#### Predella
Die Predella zeigt Jesus als Schmerzensmann, umgeben von den vier lateinischen Kirchenvätern.

#### Orgeln

##### Hauptorgel

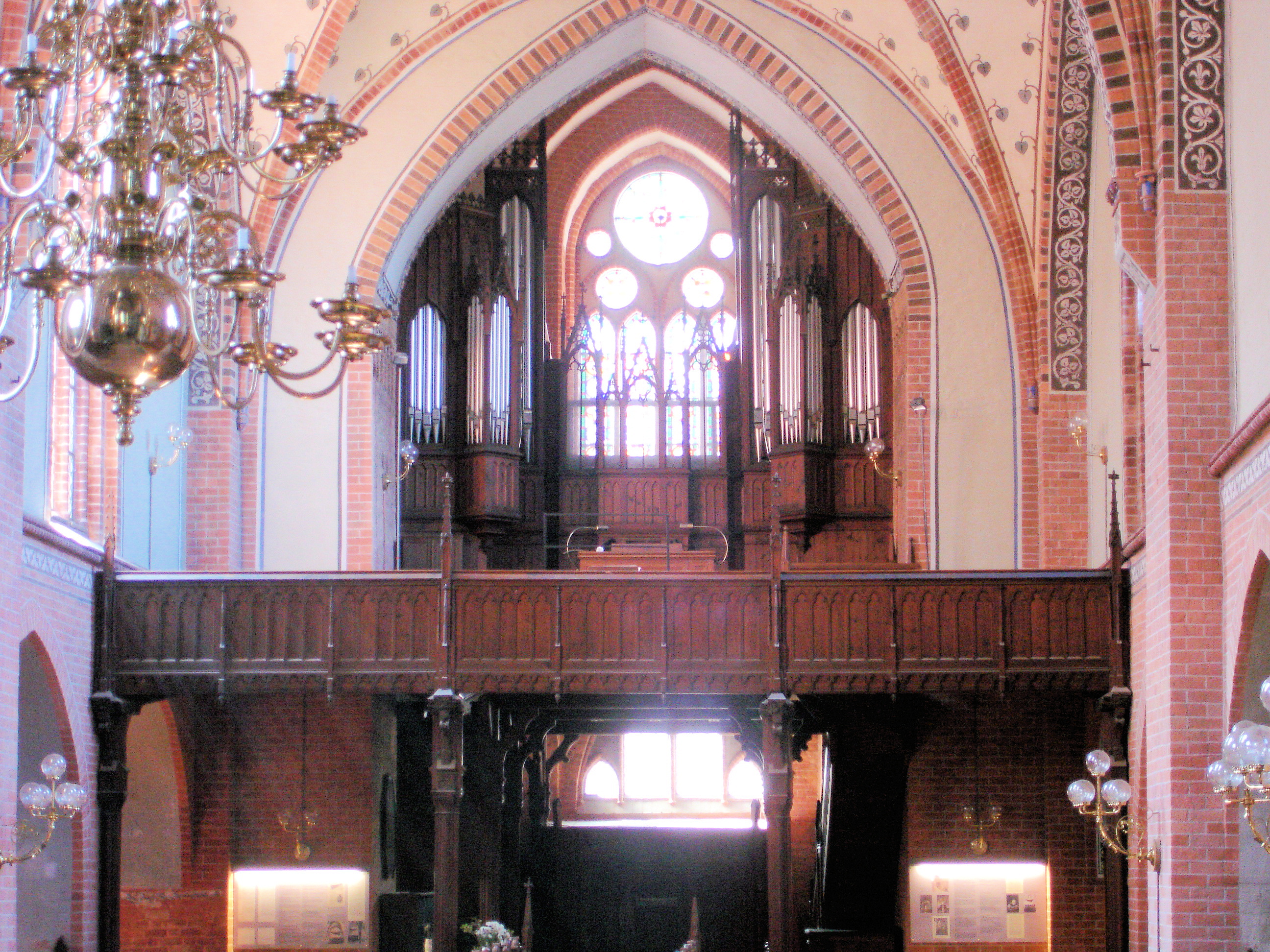
Blick auf die Lütkemüller-Orgel (2009)

Im Güstrower Dom befinden sich drei Orgeln. Bedeutsam ist die 1868 vom Orgelbauer Friedrich Hermann Lütkemüller erbaute Orgel. Sie hat 37 Register mit mechanischen Schleifladen auf drei Manualen und Pedal. Nach mehreren Umbauten, u. a. 1939 durch Kemper, wurde sie 1986 durch Jehmlich/Wegscheider restauriert und in den ursprünglichen historischen Zustand rückversetzt.
| I. Manual C–f3 |       |
| Bordun         | 16′   |
| Viola di Gamba | 16′   |
| Principal      | 8′    |
| Floete         | 8′    |
| Viola di Gamba | 8′    |
| Octave         | 4′    |
| Floete         | 4′    |
| Quinte         | 2 ⁄3′ |
| Octave         | 2′    |
| Mixtur V       |       |
| Trompete       | 8′    |

| II. Manual C–f3 |       |
| Quintatön       | 16′   |
| Principal       | 8′    |
| Salicional      | 8′    |
| Gedackt         | 8′    |
| Octave          | 4′    |
| Rohrflöte       | 4′    |
| Quinte          | 2 ⁄3′ |
| Octave          | 2′    |
| Mixtur IV       | 2′    |
| Clarinette      | 8′    |

| III. Manual C–f3 |     |
| Liebl. Gedackt   | 16′ |
| Gedackt          | 8′  |
| Gemshorn         | 8′  |
| Dolce            | 8′  |
| Principal        | 4′  |
| Fugara           | 4′  |
| Flöte            | 4′  |

| Pedal C–d1 |     |
| Untersatz  | 32′ |
| Subbaß     | 16′ |
| Violon     | 16′ |
| Principal  | 8′  |
| Baßfloete  | 8′  |
| Violoncell | 8′  |
| Octave     | 4′  |
| Posaune    | 16′ |
| Trompete   | 8′  |

- Koppeln: I/II, II/III, I/P
- Spielhilfen: Sperrventile zu allen Werken

##### Chororgel

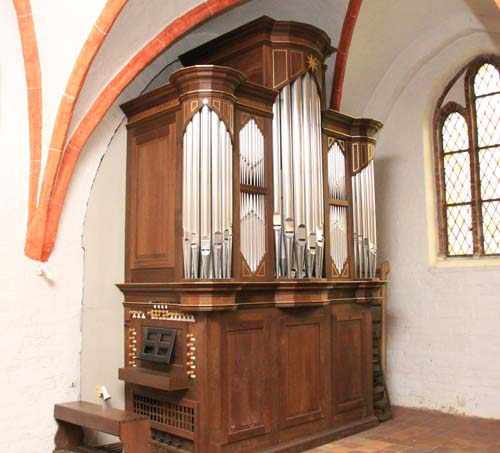
Chororgel von Kristian Wegscheider (2010)

Aus dem Jahr 1996 stammt die Chororgel, erbaut vom Orgelbauer Kristian Wegscheider (Dresden). Das rein mechanische Instrument hat 15 Register auf einem Manualwerk und Pedal. Auffallend ist die hohe Zahl an Effektregistern.
| Manual C,D–e3         |        |
| Principal             | 8′     |
| Principalin           | 8′     |
| Unda maris (ab c1)    | 8′     |
| Gedackt               | 8′     |
| Octave                | 4′     |
| Rohrflöte             | 4′     |
| Quinte (geteilt h/c1) | 3′     |
| Nasat (ab c1)         | 3′     |
| Superoctave           | 2′     |
| Flöte (geteilt h/c1)  | 2′     |
| Terzia (geteilt h/c1) | 1 3⁄5′ |
| Mixtur III            |        |

| Pedal C,D–d1 |     |
| Subbaß       | 16′ |
| Principalbaß | 8’′ |
| Octave       | 4′  |

- Koppel: Pedalkoppel
- Effektregister: Tremulant, Glockenspiel (Schalenglocken, ab f1), Cymbelstern (8 Schalenglocken), Pauken,[13] Kuckuck, Doppelkuckuck (g1+e1, d1+h0), Nachtigall, Trommel (drei gedeckte Pfeifen).

##### Orgelpositiv

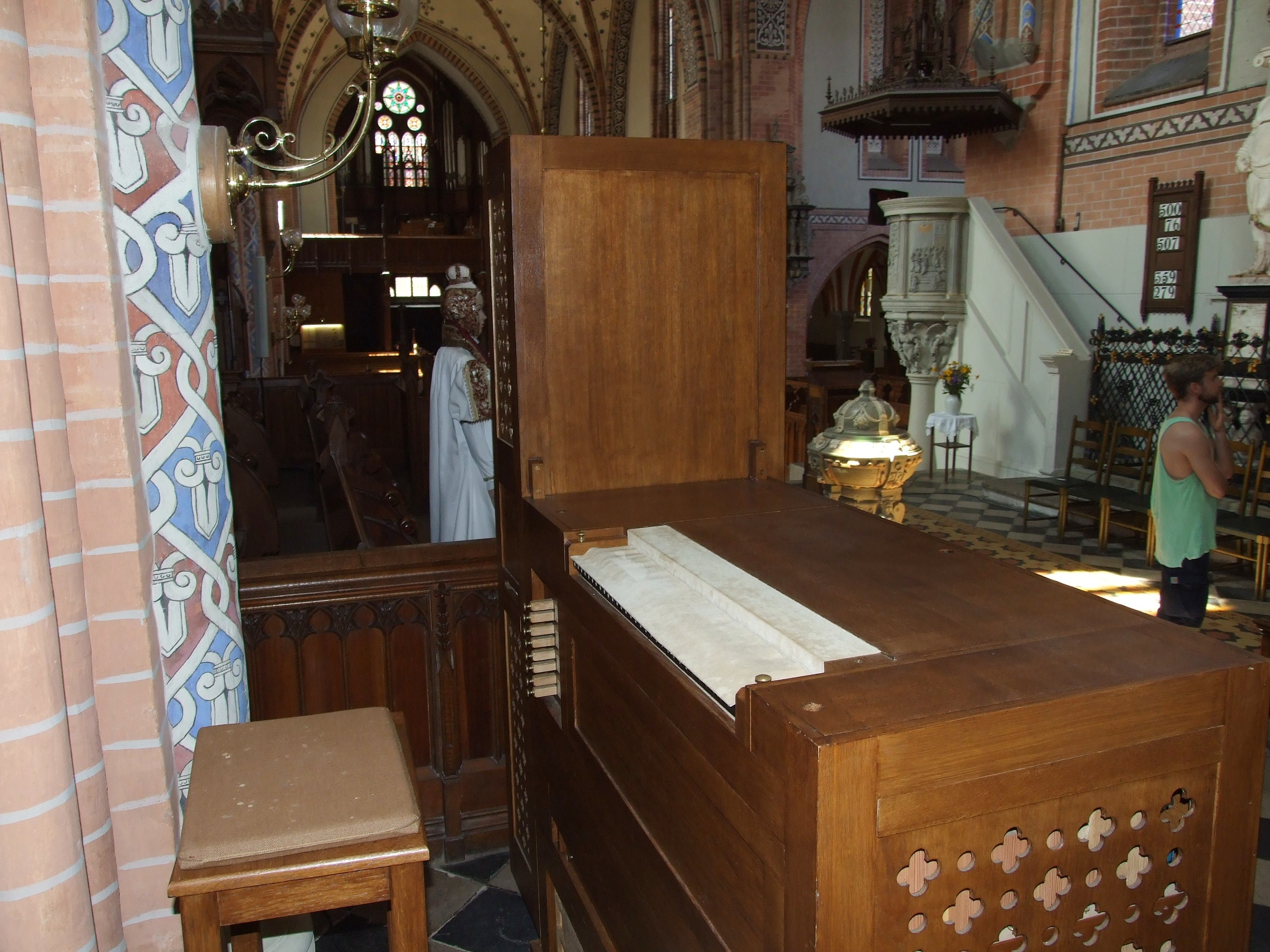
Orgelpositiv von Michael Braun (2016)

Für verschiedene liturgische Zwecke steht noch ein Orgelpositiv mit vier Registern von Michael Braun (Eisbergen) von 2006 mit folgender Disposition zur Verfügung:
| Manual C–f3 |    |
| Principal   | 8′ |
| Gedackt     | 8′ |
| Flöte       | 4′ |
| Octave      | 2′ |

##### Ehemalige Ladegast-Orgel
Friedrich Ladegast baute 1866 mit seinem Opus 45 eine Orgel für die Kirche in Plennschütz bei Weißenfels. Aufgrund schwerwiegender Feuchtigkeitsprobleme in den Jahren 1979/80 musste die Plennschützer Kirche aufgegeben werden. Ihre Orgel wurde in das nördliche Seitenschiff des Doms umgesetzt, das als Winterkirche diente. Nachdem an der Lütkemüller-Orgel bei der Restaurierung 1986 die unpassenden neobarocken Zusätze entfernt worden waren, gab es damit im Dom zwei Orgeln mit der gleichen Klangcharakteristik. Daher wurde die Orgel 1996 an die Dorfkirche Biederitz verkauft und wich dem Neubau der Chororgel. So ist die Ladegast-Orgel seit 1997 wieder in einem passenden Raum erlebbar. (→ Ladegast-Orgel)

### Glocken
Zu dem Geläut der Domkirche zählten ursprünglich sechs Glocken, die alle in den Zeiten nach der Reformation geweiht wurden. Bis auf die größte Glocke wurden alle anderen Glocken während der beiden Weltkriege zu Rüstungszwecken abgegeben. Die größte noch heute vorhandene Glocke stammt aus dem Jahre 1617. Eine Inschrift besagt, dass sie unter Herzog Johann Albrecht II. von dem Meister Michael Westphal umgegossen wurde (Gewicht: 3350 kg, Ø 1672 mm, Schlagton: d’). 1964 erfolgte die Weihe einer neuen Glocke im Dom. Sie wurde auf dem Glockenfriedhof in Hamburg wiedergefunden und der Gemeinde der Nikolaikirche in Rostock zurückgegeben. Da die Rostocker Gemeinde diese Glocke nicht nutzen konnte, wurde sie von der Domgemeinde Güstrow erworben. Die Glocke ertönt mit dem Schlagton f' und wurde 1726 von Laurentius Strahlborn in Lübeck gegossen (Gewicht 880 kg) Am 15. September 1990 erhielt der Dom dann zwei weitere neue Glocken. Diese waren nach Abstimmung mit der Domgemeinde durch den Stifter, Architekten und Kirchenbaumeister Dr. Gerhard Stade aus Lübeck, bei der Glockengießerei Rincker in Sinn/Hessen in Auftrag gegeben worden. Sie haben die Schlagtöne g' und a' bei einem Gewicht von 773 kg bzw. 539 kg.

### Kapellen
Das Hauptschiff hat an der Nord- und Südseite jeweils zwei niedrige Seitenschiffe, an die eine Kapellenreihe von je drei Kapellen oder drei Gewölben angebaut ist, so dass der Grundriss jetzt fünfschiffig ist.
Die beiden Kapellenreihen wurden im 14. Jahrhundert fertiggestellt. Die jüngste Kapelle an der Nordseite ist 1388 gestiftet, die jüngste Kapelle an der Südseite 1394 vollendet. In beiden Jahren stand schon der Turm. Man vergleiche unten den Abschnitt über die Kapellen an den Seitenschiffen.

#### Die nördliche Kapellenreihe

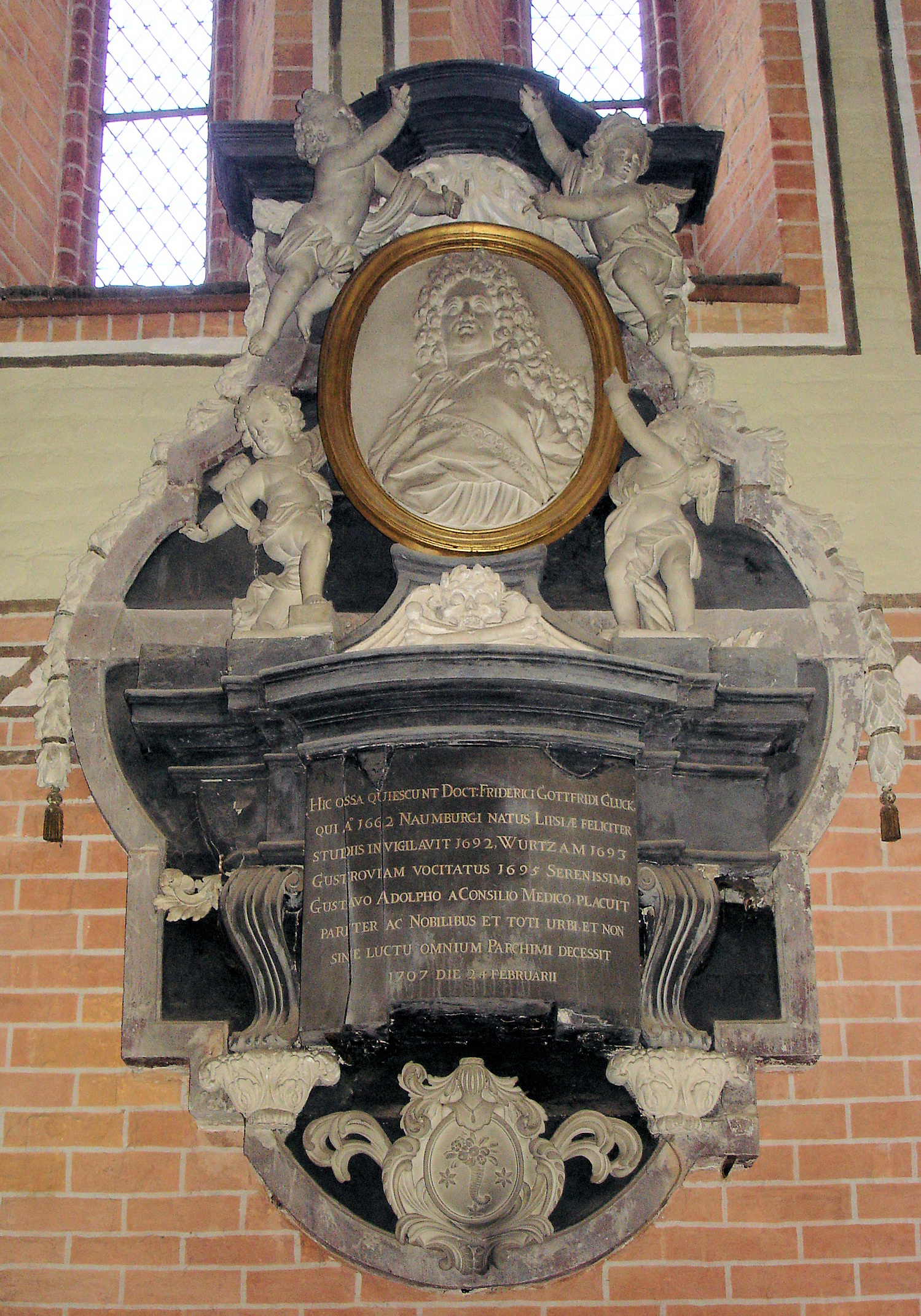
Epitaph für F. G. Glück (2009)

Die nördliche Kapellenreihe wurde vermutlich zusammen mit dem nördlichen Seitenschiff erbaut. Dafür spricht, dass die Gewölbe auf den gleichen Granitpfeilern ruhen und von einer ursprünglichen Außenwand des Seitenschiffes keine Spur vorhanden ist; ebenso, dass das nördliche Seitenschiff 1388 gleichzeitig mit der Kapellenreihe fertig wurde.

#### Die südliche Kapellenreihe
Im Gegensatz zur Nordseite wurden die Kapellen der Südseite nachträglich ergänzt. Die östliche Kapelle im südlichen Seitenschiff ist wohl die älteste in dieser Reihe; sie stammt aus der zweiten Hälfte des 14. Jahrhunderts. Die westlichste Kapelle an dieser Seite wurde 1394 gestiftet. Sie hieß auch die Kapelle zu S. Petri und Pauli. Die beiden Heiligenfiguren mögen diese beiden Apostel darstellen.

#### Fürstengruft
In der Fürstengruft stehen die Sarkophage der letzten beiden Generationen des Hauses Mecklenburg-Güstrow: des Herzogs Gustav Adolf († 1695) und seiner Frau, Herzogin Magdalena Sibylla († 1719), und deren Kinder Marie († 1701), die erste Frau von Adolf Friedrich II., Magdalena († 1702), Karl († 1688) und Augusta († 1756). Außerdem ein Sarkophag, der in seinem Innern drei Kindersärge der Herzoginnen Magdalena (*/† 1689), Maria (*/† 1690) und Eleonora Wilhelmina (*/† 1691) enthält, Kinder von Marie und Adolf Friedrich II.

### Epitaphien
Unter den Epitaphien findet sich im Dom eines aus der Werkstatt des vornehmlich in Kopenhagen tätigen flämischen Bildhauers Thomas Quellinus für den 1707 verstorbenen herzoglichen Medizinalrat Friedrich Gottfried Glück.

### Gedruckte Quellen
- Mecklenburgisches Urkundenbuch (MUB)
- Mecklenburgische Jahrbücher (BJB)